# Tyrotama arida
Tyrotama arida is een spinnensoort in de taxonomische indeling van de Hersiliidae.
Het dier behoort tot het geslacht Tyrotama. De wetenschappelijke naam van de soort werd voor het eerst geldig gepubliceerd in 1945 door H. M. Smithers.